# Олимпија (Торино)
Олимпија је насеље у Италији у округу Торино, региону Пијемонт.
Према процени из 2011. у насељу је живело 823 становника. Насеље се налази на надморској висини од 221 м.